# Chatino de Zacatepec
Le chatino de Zacatepec (autonyme : cha7tñan) est une langue chatino parlée dans l'État d'Oaxaca, au Mexique.